# Mario Soldarelli
Mario Soldarelli (Firenze, 21 gennaio 1886 – Roma, 27 aprile 1962) è stato un generale italiano, veterano della prima guerra mondiale, dove fu decorato con due medaglie d'argento al valor militare. Nel secondo conflitto mondiale fu comandante della 60ª Divisione fanteria "Sabratha", della 6ª Divisione fanteria "Cuneo" e, interinalmente, del XX Corpo d'armata. Insignito delle onorificenze di cavaliere dell'Ordine militare di Savoia e di Grande Ufficiale dell'Ordine al merito della Repubblica Italiana.

## Biografia
Nacque a Firenze il 21 gennaio 1886. Arruolatosi nel Regio Esercito, nel 1905 iniziò a frequentare la Regia Accademia Militare di Artiglieria e Genio di Torino, dalla quale usci con il grado di sottotenente assegnato all'arma di artiglieria il 3 agosto 1908, assegnato in servizio al 1º Reggimento artiglieria da fortezza.
Frequentò successivamente la Scuola di applicazione d'arma e poi la Scuola di guerra. Prese parte alla grande guerra con l'8ª Divisione di fanteria prima e con la 10ª Divisione di fanteria dopo, nei gradi di capitano e maggiore. Al termine del conflitto risultava decorato con due Medaglie d'argento al valor militare
Promosso colonnello con anzianità dal 1º ottobre 1934, comandò dapprima il 15º Reggimento artiglieria, e fu poi assegnato in servizio presso il comando designato d'armata di Verona.
Generale di brigata il 30 giugno 1939, dopo un periodo al comando dell'artiglieria del Corpo d'armata di Trieste, assunse dal 23 marzo la carica di Capo di stato maggiore della 4ª Armata con la quale prese parte, dopo l'entrata in guerra del Regno d'Italia, avvenuta il 10 giugno 1940, alle operazioni sul fronte alpino occidentale.
Dal 25 aprile 1941 assunse il comando della 60ª Divisione fanteria "Sabratha", operante in Africa Settentrionale Italiana, ottenendo la promozione a generale di divisione il 1º gennaio 1942.Rimase in Egitto sino al 6 agosto 1942, anche dopo lo scioglimento della sua unità causato dall'andamento sfavorevole delle operazioni belliche. Permase presso il comando superiore FF AA Africa Settentrionale, per incarichi speciali, sino al 15 gennaio 1943.
Dal 16 gennaio seguente venne nominato comandante della 6ª Divisione fanteria "Cuneo" dislocata nelle isole Sporadi, a Samo nel Mare Egeo.
Dopo l'armistizio dell'8 settembre 1943 con la sua unità ripiegò in Palestina permanendovi sino al 22 novembre, data dello scioglimento della Grande Unità.
Dal 15 luglio 1944 al 1º aprile 1945 fu in servizio presso il comando territoriale di Napoli, e dal 2 aprile 1945 al 20 dicembre 1946 presso il comando territoriale di Roma. Collocato nella riserva, fu promosso, a titolo onorifico, generale di corpo d'armata.
Su proposta della Presidenza del Consiglio dei Ministri il 2 giugno 1954 gli fu conferita l'onorificenza di Grande Ufficiale dell'Ordine al merito della Repubblica Italiana. Si spense a Roma nel 1962.

### Fonti
1. 1 2 3 4 5  Generals.
2. ↑  Quirinale  Scheda - visto 30 luglio 2019
3. ↑  Gazzetta Ufficiale del Regno d'Italia n.87 del 14 aprile 1936, pag.1059.
4. ↑  Gazzetta Ufficiale del Regno d'Italia n.86 del 13 aprile 1937, pag.1349.
5. ↑  Sito web del Quirinale: dettaglio decorato.